# Клебан-Быкское водохранилище
Кле́бан-Бы́кское водохрани́лище (укр. Клебан-Бикське водосховище) — искусственный водоём  в Константиновском районе Донецкой области.
Водохранилище расположено на реке Бычек, который является притоком Кривого Торца.
Площадь водохранилища составляет 2900 гектаров.
Находится на высоте 92 м.
Водохранилище создано с целью восстановления природного равновесия фауны в этом регионе.

## Организация

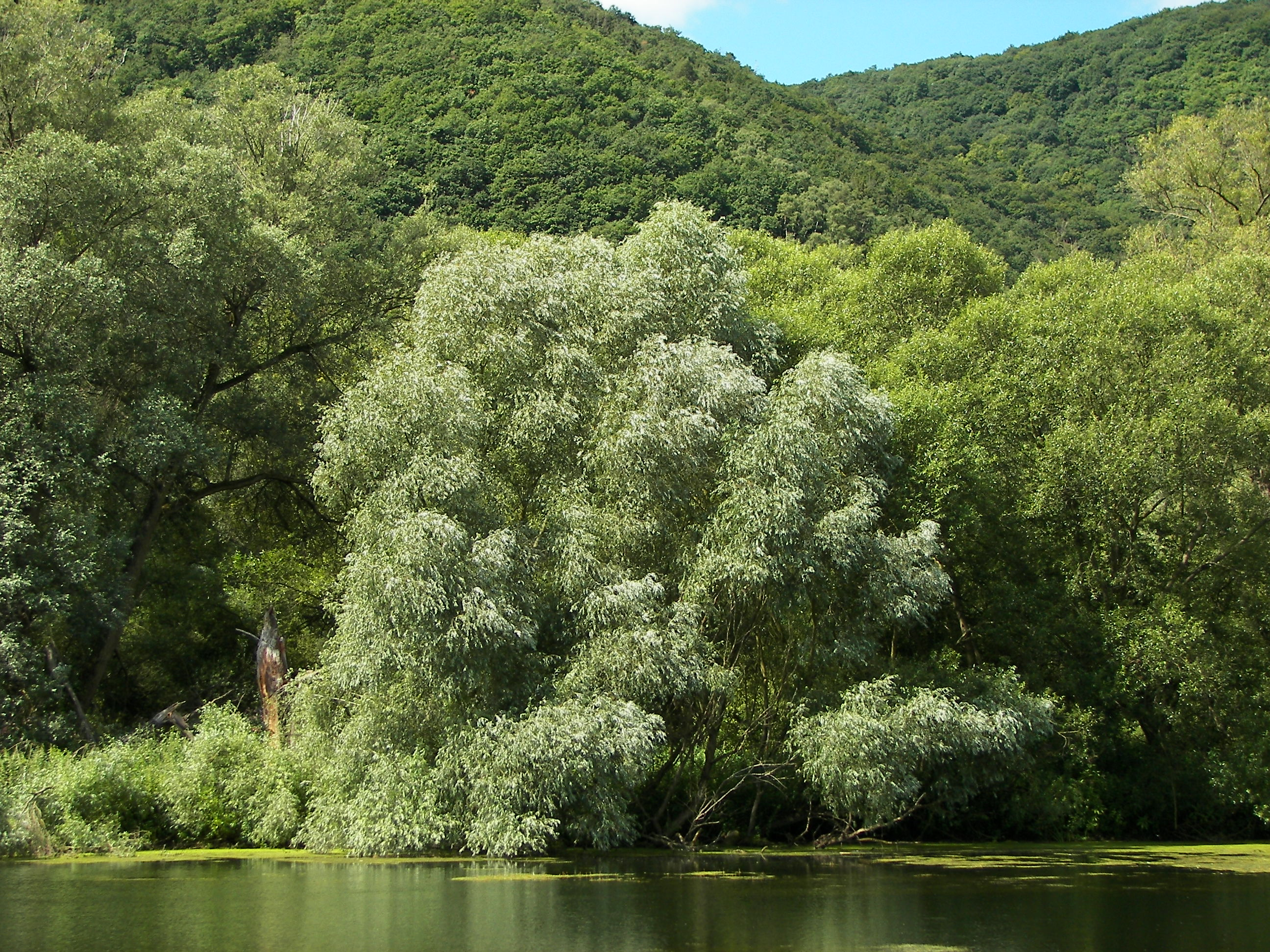
Ива

Территория водохранилища принадлежит государству и передана в предприятие «Региональный ландшафтный парк Клёбан-Бык».
650 гектаров земли передано в аренду туристическому агентству.
В 1998 году создано хозяйству по охоте «Клёбан-Бык».

## Исторические сведения
Территория водохранилища, как и всего парка Клебан-Бык 200 миллионов лет назад была частью Пермского моря, что доказывает кусочки моллюсков и ракушек на песчаной местности.
В 2000 году решением Донецкого областного совета от 29.02.2000 г. № 23/11-256 был организован ландшафтный парк Клебан-Бык общей площадью 1874 га, с включением в его состав Клебан-Быкского водохранилища и близлежащих от Клебан-Быкского обнажения территорий. По состоянию на 1 января 2007 года общая площадь парка составляла 2900,1 гектар.
Одновременно с парком в устье реки Бычек было создано Клебан-Быкское водохранилище.

## Рыбалка

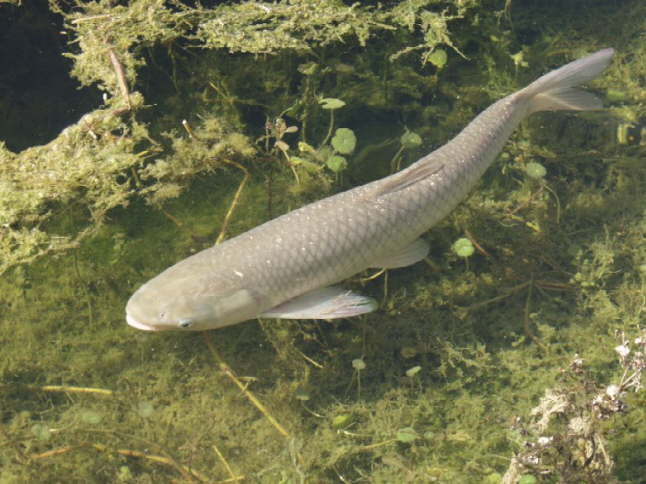
Белый амур

Осенью 2012 года было проведено наполнение водохранилища рыбой весом 7,5 тонн. Наиболее встречающийся вид это толстолобик и карп.
В водоёме встречается очень редкая пресноводная рыба, например, белый амур.
На берегах водохранилища есть специальные места, предназначенные для рыбалки, доступные только при нересте. Ловля в иное время считается браконьерством. Ловить же рыбу можно только на одну удочку, только с помощью крючка и только с берега.

## Флора и Фауна

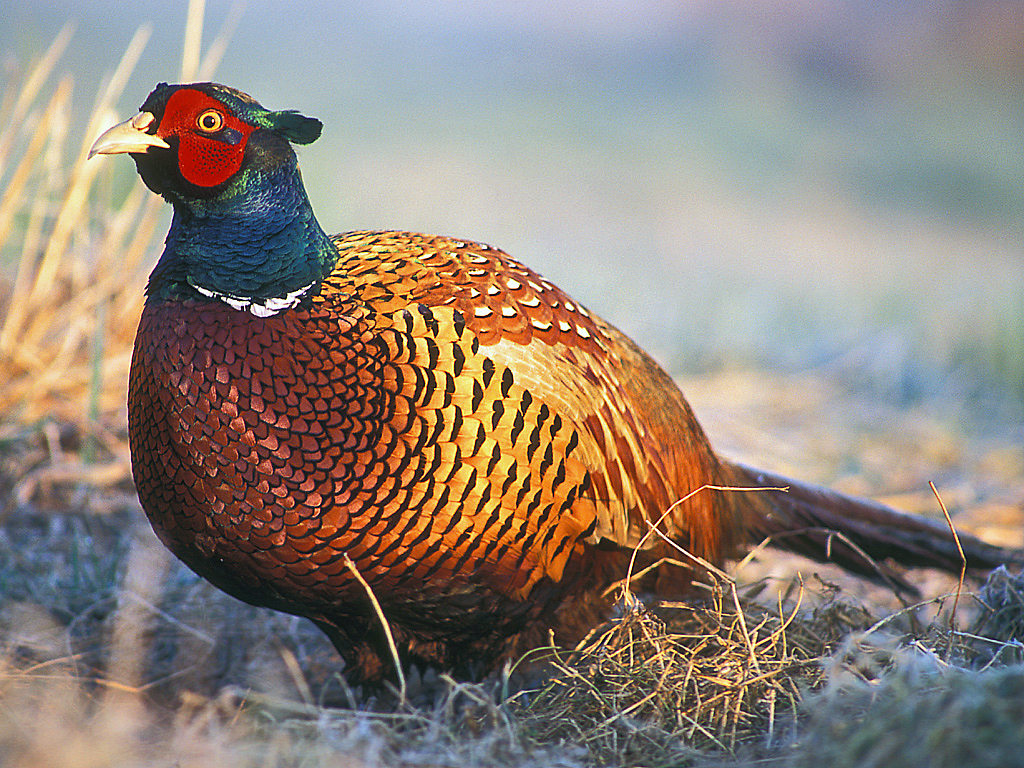
Фазаны

В ландшафтном парке, который находится на берегах водохранилища, произрастают множество видов деревьев: ива, клён и ясень, и трав: клевер, герань и лютик.
На территории водохранилища растут растения, занесённые в красную книгу Украины.
В районе водохранилища обитают 140 видов птиц.
В 2012 году было выпущено 400 фазанов с целью проведения спортивной охоты, но обычная охота тут запрещена.

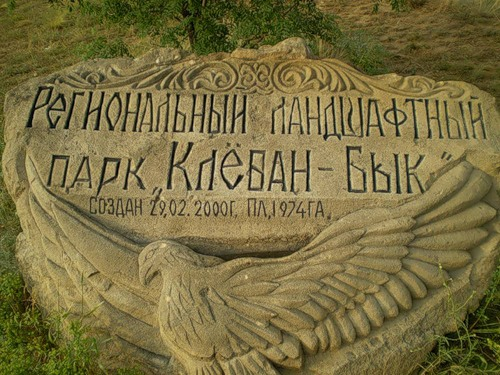
Региональный ландшафтный парк «Клёбан-бык»

## Памятники
К водохранилищу подходят геологический памятник «Дружковские окаменевшие деревья» и «Клебан-Быкское обнажение» с площадью 60 гектар с очень древними породами.

## Рекреационная зона
Клебан-быкское водохранилище — одно из самых популярных мест для отдыха среди жителей Донецка.